# 강북청소년문화정보도서관
강북청소년문화정보도서관은 서울특별시 강북구에 있는 구립 도서관이다.

## 연혁
강북청소년문화정보도서관은 2001년 12월 20일 개관하였고 2011년 12월 1일 재 개관을 하였다. 또한 2013년 6월 21일에 강북청소년문화정보도서관으로 명칭을 변경하였다.

## 시설현황
- 4층: 일반열람실
- 3층: 일반열람실, 전자정보실, 휴게실
- 2층: 사무실, 자료열람실
- 1층: 어린이 문화교실, 마을카페 '책읽는 마을' (열린사회북부시민회운영)
- 지하1층: 시청각실, 자료보관실

## 이용 안내
이용 시간
- 2층 자료열람실: 평일 09:00~18:00 / 토·일 09:00~17:00
- 3층 전자정보실: 평일 09:00~20:00 / 토·일 09:00~17:00
- 3~4층 일반열람실: 매일 07:00~22:00

휴관일
- 매월 둘째, 넷째 월요일
- 정부지정 공휴일
- 임시휴관일(특별한 사유로 관장이 필요하다고 인정한 경우)